# Deep Space Nine
Deep Space Nine (w skrócie DS9; także Terok Nor) – fikcyjna stacja kosmiczna, stanowiąca główne miejsce akcji w serialu Star Trek: Stacja kosmiczna (ang. Star Trek: Deep Space Nine). Stacja występuje też w powstałej na podstawie tego serialu serii książek, w komiksach i grach wideo oraz w pojedynczych odcinkach seriali Star Trek: Następne pokolenie i Star Trek: Voyager.

## Historia
Stacja wydobywcza Terok Nor została skonstruowana przez Kardasjan, w latach 2346–2351, na orbicie wokół okupowanej przez nich planety Bajor. Stacja pełniła początkowo rolę rafinerii rudy minerału wydobywanego z powierzchni planety. Wraz z końcem okupacji w 2369 roku, stacja została porzucona przez Kardasjan. Na prośbę bajorańskiego rządu tymczasowego, administrację nad stacją przejęła Gwiezdna Flota i nadała jej nazwę Deep Space Nine.
Wkrótce potem, po odkryciu stabilnego tunelu czasoprzestrzennego łączącego układ bajorański z Kwadrantem Gamma, stacja, przesunięta w pobliże jego wejścia, stała się centrum handlowym i naukowym o strategicznym znaczeniu. W 2372 roku Gwiezdna Flota znacząco zmodernizowała stację, dodając do jej uzbrojenia liczne działa fazerowe, torpedy fotonowe i nowe generatory tarcz. W tym też roku doszło do zbrojnego starcia stacji z flotą klingońską, po którym Klingoni wypowiedzieli sojusz z Federacją. Podczas wojny z
Dominium, zajmująca strategiczną pozycję stacja, była w latach 2373–2374 przejściowo okupowana przez Dominium z udziałem wojsk kardasjańskich.
Historia opisana w serialu telewizyjnym kończy się w 2375 roku. Według serii książek opisujących dalsze losy DS9, stacja została zniszczona w 2383 roku, podczas ataku przez okręty wrogiej koalicji. Federacja i rząd bajorański podjęły decyzję o skonstruowaniu na jej miejscu nowej stacji, o tej samej nazwie. Powstała ona w latach 2383–2385. Jednakże według fabuły zaprezentowanej w grze Star Trek Online stacja nigdy nie została zniszczona i poprawnie funkcjonowała w 2409 roku.